# Compagni di università
Compagni di università (Friends from College) è una serie televisiva statunitense originale di Netflix, di genere commedia, creata da Francesca Delbanco e Nicholas Stoller.
La prima stagione, composta da 8 episodi di trenta minuti, ha debuttato il 14 luglio 2017 sul servizio di video on demand Netflix. Il 22 agosto 2017 la serie viene rinnovata per una seconda stagione di 8 episodi, che è stata resa disponibile l'11 gennaio 2019. Il 18 febbraio 2019 la serie viene cancellata, dopo due stagioni.

## Trama
Un gruppo di amici, ex-studenti di Harvard, affronta insieme le sfide che la vita pone loro davanti sia sul piano professionale che sul piano personale.

## Episodi
| Stagione         | Episodi | Pubblicazione USA | Pubblicazione Italia |
| ---------------- | ------- | ----------------- | -------------------- |
| Prima stagione   | 8       | 2017              | 2017                 |
| Seconda stagione | 8       | 2019              | 2019                 |

## Personaggi e interpreti

### Personaggi principali
- Ethan Turner (stagioni 1-2), interpretato da Keegan-Michael Key, doppiato da Paolo De Santis.
- Lisa Turner (stagioni 1-2), interpretata da Cobie Smulders, doppiata da Giorgia Brasini.
- Samantha "Sam" Delmonico (stagioni 1-2), interpretata da Annie Parisse, doppiata da Selvaggia Quattrini.
- Nick Ames (stagioni 1-2), interpretato da Nat Faxon, doppiato da Sergio Lucchetti.
- Max Adler (stagioni 1-2), interpretato da Fred Savage, doppiato da Davide Lepore.
- Marianne (stagioni 1-2), interpretata da Jae Suh Park, doppiata da Gea Riva.

### Personaggi ricorrenti
- Dottor Felix Forzenheim (stagioni 1-2), interpretato da Billy Eichner, doppiato da Oreste Baldini.
- Jon Delmonico (stagioni 1-2), interpretato da Greg Germann, doppiato da Francesco Prando.
- Merill Morgan (stagione 2), interpretata da Sarah Chalke, doppiata da Chiara Colizzi.
- Charlie (stagione 2), interpretato da Zack Robidas, doppiato da Stefano Crescentini.

### Guest star
- Paul "Party Dog" Dobkin, interpretato da Seth Rogen, doppiato da Enrico Di Troia.
- Shawna, interpretata da Kate McKinnon, doppiata da Domitilla D'Amico.
- Degrasso, interpretato da Ike Barinholtz, doppiato da Edoardo Nordio.
- Il mentalista (The Mentalist), interpretato da Chris Elliott.